# 1,3-dithietan
1,3-Dithietan je organická sloučenina, čtyřčlenný nasycený heterocyklus se dvěma atomy síry v protějších polohách.
Tato látka byla poprvé připravena v roce 1976 reakcí bis(chlormethyl)sulfoxidu se sulfidem sodným a redukcí vzniklého 1,3-dithietan-1-oxidu boranem v tetrahydrofuranu.
Ke sloučeninám obsahujícím 1,3-dithietanovou skupinu patří mimo jiné antibiotikum cefotetan a pesticid fosthietan.